# توقيت صيفي بريطاني
خلال التوقيت الصيفي البريطاني تكون الساعة الموحدة في المملكة المتحدة مُتقدمة ساعة واحدة عن توقيت غرينيتش حيث يزيد الليل ويقّل النهار في هذه الفترة. يبدأ التوقيت الصيفي البريطاني في الساعة 01:00 من يوم الأحد الأخير في شهر مارس وينتهي في الساعة 01:00 في يوم الأحد الأخير من شهر أكتوبر.
الجدول التالي يُبين أوقات ابتداء وانتهاء التوقيت الصيفي البريطاني في الوقت الحاضر والسنة الماضيّة والقادمة :
| السنة | البداية | النهاية   |
| ----- | ------- | --------- |
| 2024  | 31 مارس | 27 أكتوبر |
| 2025  | 29 مارس | 25 أكتوبر |
| 2026  | 28 مارس | 31 أكتوبر |